# DJ U-Neek
DJ U-Neek, alternative Schreibweise D.J. U-Neek, wirklicher Name Tim Middleton, ist ein US-amerikanischer Musikproduzent.

## Karriere
DJ U-Neek begann seine professionelle Musiklaufbahn 1993 mit Produktionen für das Album „SlaughtaHouse“ von Masta Ace Incorporated, einer Hip-Hop-Gruppe um Masta Ace.
Im Jahr darauf arbeitete er erstmals mit Bone Thugs-N-Harmony zusammen, mit denen er seine größten Erfolge hatte. Er komponierte für deren EP „Creepin on ah Come Up“, die sich in den USA mehr als zwei Millionen Mal verkaufte. 1995 produzierte er ihren Langspieler „E. 1999 Eternal“ komplett, von dem in den USA mehr als vier Millionen Einheiten abgesetzt wurden. Die ausgekoppelten Singles daraus, „1st of tha Month“ und „Tha Crossroads“, erhielten von der RIAA eine Gold- beziehungsweise eine Doppelplatin-Auszeichnung.
1996 war er an den Soundtracks zu den Filmen Set It Off und Great White Hype – Eine K.O.Mödie beteiligt. Bei letzterem veröffentlichte er erstmals unter eigenem Namen. Es erschien die Single „Movin′ On“ featuring Nyt Owl, die sich in den neuseeländischen Charts platzieren konnte.
Nach der Arbeit an „Steady Risin’“ für das Album „Total Control“ der Rapperin Yo Yo, schloss er sich 1997 wieder mit Bone Thugs-N-Harmony für deren nächstes Werk „The Art of War“ zusammen. Wie deren Debüt erhielt auch dieses Album Vierfachplatin der RIAA.
1998 folgten Kollaborationen mit Mack 10 für dessen Langspieler „The Recipe“ und den Soundtrack zum Film Ride, bevor DJ U-Neek 1999 sein Solodebüt mit dem Titel „Ghetto Street Pharmacist“ auf den Markt brachte. Das Album, das Gastbeiträge von mehreren Mitgliedern von Bone Thugs-N-Harmony und Cold 187um enthielt hatte mit Platz 63 in den R&B-Albumcharts des Billboard-Magazins nur genrespezifischen Erfolg. Auch von den ausgekoppelten Singles „We Come 2 Serve Em“ (interpretiert von KingPin Family) und „Doctor Doctor“ (interpretiert von Gemini featuring Bizzy Bone) konnte keine im Mainstream Anklang finden, lediglich die erstgenannte erreichte mit Position 49 in den „Hot Rap Singles“ von Billboard eine gewisse kommerzielle Bedeutung.
In den folgenden Jahren konzentrierte sich DJ U-Neek wieder auf die Arbeit mit Bone Thugs-N-Harmony sowie deren Soloprojekten. Diese Werke hatten zwar immer noch Verkaufserfolge, konnten jedoch nicht an die von „Creepin on ah Come Up“, „E. 1999 Eternal“ und „The Art of War“ anknüpfen. 2008 veröffentlichte er außerdem unter eigenem Namen die beiden Kompilationen „Bone Instrumentals Part 1“ und „Bone Instrumentals Pt. 2“, auf denen er von ihm produzierte Lieder der Bone Thugs ohne deren Raps zusammenstellte.
Mit anderen Künstlern musizierte er nur noch sporadisch, so zum Beispiel 2001 auf dem Lied „Silly Niggaz“ für das Album „Up Close and Personal“ von Angie Martinez und 2013 auf Troy Aves Tonträger „New York City - The Album“.

## Diskografie

### Alben
- 1999: Ghetto Street Pharmacist

### Kompilationen
- 2008: Bone Instrumentals Part 1
- 2008: Bone Instrumentals Pt. 2

### Singles
- 1996: Movin′ On
- 1998: We Come 2 Serve Em
- 1999: Doctor Doctor